# 하이브
하이브(HYBE)는 음악에 기반한 엔터테인먼트 라이프스타일 플랫폼이다. 1997년부터 2005년까지 JYP 엔터테인먼트에서 수석 작곡가로 활동한 방시혁이 2005년 2월 1일에 빅히트 엔터테인먼트를 설립했다. 연예·엔터테인먼트 업종에서 매니지먼트 대행, 음반 제작, 무역 사업을 하고 있다. 초기부터 JYP와는 제휴 관계였고 전략적으로 상당히 가까운 관계에 있다. 2012년 쏘스뮤직과 합작 걸그룹을 제작하기도 했다. 본사는 서울특별시 용산구 한강대로 42 (한강로 3가)에 있다. 2021년 3월 9일에 빅히트 엔터테인먼트가 하이브로 사명이 변경되었다.
2017년 12월 언론 보도에 따르면 방시혁 대표는 방탄소년단의 전 세계적 성공에 힘입어 빅히트 엔터테인먼트의 상장 가능성을 공개적으로 인정하고 투자자들과 기업공개(IPO)를 검토하고 있는 것으로 알려졌다. 2018년 4월 4일 빅히트 엔터테인먼트는 글로벌 게임 업체 넷마블로부터 총 2014억원 규모의 지분 투자를 유치했다고 밝혔다. 넷마블은 빅히트의 지분 25.71%를 확보해 2대 주주로 올라섰다.
2019년 7월, 빅히트 엔터테인먼트는 쏘스뮤직을 인수했다. 2020년, 플레디스 엔터테인먼트를 인수한데 이어 지코가 대표인 KOZ 엔터테인먼트를 인수했다.
2021년 4월 2일 미국의 이타카 홀딩스의 지분 100%를 9억 5000만 달러에 인수하였다.
2021년 11월 12일에는 쏘스뮤직에서 물적분할하여 어도어라는 산하 레이블을 하나 더 설립했다. 어도어의 대표는 SM 엔터테인먼트 디렉터 출신 민희진이 선임됐다.

## 부서 및 자회사
하이브(HYBE)는 한국 본사 하이브와 미국 본사 하이브 아메리카(HYBE AMERICA), 일본 본사 하이브 재팬(HYBE JAPAN)으로 구성된다. 사업적으로는 레이블, 솔루션, 플랫폼으로 구분된다.

### LABELS
- HYBE
  - 빅히트 뮤직
  - 빌리프랩
  - 쏘스뮤직
  - 플레디스 엔터테인먼트
  - 케이오지 엔터테인먼트
  - 어도어
  - HYBE UMG
- HYBE JAPAN
  - YX LABELS
  - 네이코
- HYBE AMERICA
  - 이타카 홀딩스
    - Scooter Braun Projects
    - SB Projects
    - SB MUSIC RBMG
    - Schoolboy Records
    - Ithaca Sandbox Holdco
    - Atlas Music Publishing
    - Silent Publishing Ventures
    - Big Noise
    - Artist Investment Holdings
    - Big Machine Label Group
      - Big Machine Records
      - Valory Music
      - BMLG Records
      - Big Machine John Varvatos Records
      - Big Machine Music
      - BIg Machine Radio

    - QC Media Holdings
      - Quality Control Music
      - SOLID FOUNDATION MANAGEMENT
      - QUALITY CONTROL MUSIC PUBLISHING
      - QC films
      - QC sports

### SOLUTIONS
- 하이브 360
- 하이브 IPX
- 하이브 OSB
- 하이브 IM
- 수퍼톤
- 바이너리 코리아
- 하이브 미디어 스튜디오

### PLATFORMS
- 위버스컴퍼니

### RELATED COMPANY
- YG PLUS
- KBYK Live
- 케이크
- LEVVELS

### INVESTMENT COMPANY
- SHOWROOM
- 두나무
- 자이언트스텝
- 해시드벤쳐스
- 마코빌
- 람다256
- 플린트
- 이너비즈
- SM 엔터테인먼트

### PROJECTS
- I-LAND
- RU NEXT?

## 현재 소속 연예인

### 빅히트 뮤직
| 직업 | 소속 연예인        | 구성원                               | 리더 | 데뷔   | 이전 구성원 |
| ---- | ------------------ | ------------------------------------ | ---- | ------ | ----------- |
| 가수 | 이현               | -                                    | -    | 2007년 |             |
| 가수 | 방탄소년단( BTS )  | 진, 슈가, 제이홉, RM, 지민, 뷔, 정국 | RM   | 2013년 |             |
| 가수 | 투모로우바이투게더 | 연준, 수빈, 범규, 태현, 휴닝카이     | 수빈 | 2019년 |             |
| 가수 | CORTIS             | 마틴, 제임스, 주훈, 성현, 건호       | 마틴 | 2025년 |             |

### 빌리프랩
| 직업 | 소속 연예인 | 구성원                                     | 리더 | 데뷔   | 이전 구성원 |
| ---- | ----------- | ------------------------------------------ | ---- | ------ | ----------- |
| 가수 | 엔하이픈    | 희승, 제이, 제이크, 성훈, 선우, 정원, 니키 | 정원 | 2020년 |             |
| 가수 | 아일릿      | 윤아, 민주, 모카, 원희, 이로하             | -    | 2024년 |             |

### 쏘스뮤직
| 직업 | 소속 연예인 | 구성원                                 | 리더   | 데뷔   | 이전 구성원 |
| ---- | ----------- | -------------------------------------- | ------ | ------ | ----------- |
| 가수 | LE SSERAFIM | 사쿠라, 김채원, 허윤진, 카즈하, 홍은채 | 김채원 | 2022년 | 김가람      |

### 플레디스 엔터테인먼트
| 직업 | 소속 연예인 | 구성원                                                                             | 리더     | 데뷔   | 이전 구성원 |
| ---- | ----------- | ---------------------------------------------------------------------------------- | -------- | ------ | ----------- |
| 배우 | 황민현      | -                                                                                  | -        | 2012년 |             |
| 가수 | 범주        | -                                                                                  | -        | 2011년 |             |
| 가수 | 세븐틴      | 에스쿱스, 정한, 조슈아, 준, 호시, 원우, 우지, 도겸, 민규, 디에잇, 승관, 버논, 디노 | 에스쿱스 | 2015년 |             |
| 가수 | TWS         | 신유, 도훈, 영재, 한진, 지훈, 경민                                                 | 신유     | 2024년 |             |

### 케이오지 엔터테인먼트
| 직업 | 소속 연예인 | 구성원                               | 리더   | 데뷔   | 이전 구성원 |
| ---- | ----------- | ------------------------------------ | ------ | ------ | ----------- |
| 가수 | ZICO        | -                                    | -      | 2011년 |             |
| 가수 | BOYNEXTDOOR | 성호, 리우, 명재현, 태산, 이한, 운학 | 명재현 | 2023년 |             |

### 와이엑스 레이블즈
| 직업 | 소속 연예인 | 구성원                                                   | 리더 (서브 리더) | 데뷔   | 이전 구성원 |
| ---- | ----------- | -------------------------------------------------------- | ---------------- | ------ | ----------- |
| 가수 | &TEAM       | 케이, 후마, 니콜라스, 의주, 유마, 죠, 하루아, 타키, 마키 | 의주 (후마)      | 2022년 |             |
| 가수 | aoen        | 유주, 루카, 가쿠, 하쿠, 소타, 쿄스케, 레오               | 유주 (루카)      | 2025년 |             |

### 하이브 유니버설
| 직업 | 소속 연예인 | 구성원                                   | 리더 | 데뷔   | 이전 구성원 |
| ---- | ----------- | ---------------------------------------- | ---- | ------ | ----------- |
| 가수 | 캣츠아이    | 라라, 윤채, 다니엘라, 마농, 메간, 소피아 | -    | 2024년 |             |

### 어도어
| 직업 | 소속 연예인 | 구성원                         | 리더 | 데뷔   | 이전 구성원 |
| ---- | ----------- | ------------------------------ | ---- | ------ | ----------- |
| 가수 | 뉴진스      | 민지, 하니, 다니엘, 해린, 혜인 | -    | 2022년 |             |

## 과거 소속 연예인

### 플레디스 엔터테인먼트
- 뉴이스트 (김종현, 아론, 렌, 백호)
- 장규리 (프로미스나인 전 멤버)
- 성연 (프리스틴 출신)
- 예하나 (프리스틴 출신)
- 나나 (애프터스쿨 출신)
- 프로미스나인

### 쏘스뮤직
- 여자친구
- 김가람 (LE SSERAFIM 전 멤버)

### 케이오지 엔터테인먼트
- 다운

### NAECO
- 히라테 유리나

## 임원 및 소속 직원
| 이름          | 직함                              | 비고                        |
| ------------- | --------------------------------- | --------------------------- |
| 방시혁        | 이사회 의장 작곡가, 총괄 프로듀서 | 빅히트 엔터테인먼트 창립자  |
| 박지원        | CEO                               | 경영 총괄                   |
| 스쿠터 브라운 | 사내이사                          | 하이브 아메리카 공동 대표   |
| 김태호        | CEO                               | 위버스컴퍼니, 빌리프랩 대표 |
| 민희진        |                                   | 어도어 대표                 |

## 논란

### 민희진과의 분쟁
하이브 산하 레이블인 어도어를 두고 민희진과 경영권을 포함한 분쟁이 있었다.

### 단월드 연관설
2024년 4월, 하이브와 민희진간의 분쟁이 이어지던 중에 하이브가 종교 집단인 단월드와 연관되어 있다는 의혹을 받았다. 추가적으로 하이브 소속 보이그룹인 방탄소년단 멤버 대부분이 나온 글로벌사이버대학교의 설립자가 단월드와 연관된 점이 주목 받으면서 논란이 확산되었다.
이에 하이브(방탄소년단)는 단월드와의 연관설을 부정했으며, 단월드 또한 하이브와 연관돼 있다는 루머는 사실이 아니라고 밝혔다. 또한 가짜 뉴스 유포에 따른 명예 훼손에 대해 법적 조치를 취할 것이라고 밝혔다.